# Autoesporte
Autoesporte é uma revista brasileira dedicada ao setor automobilístico, que publica reportagens e matérias enfocando o assunto automóvel, mecânica, testes de desempenho, avaliações de especialistas, lançamentos, dicas de trânsito e assuntos afins. Tem também participação na programação da rádio CBN, com boletins sobre o assunto. Na programação da TV Globo, o Programa Auto Esporte é exibido aos domingos de manhã às 09h00 após o Globo Rural. Quando era exibida a Fórmula 1 na emissora, o programa passava a ser exibido às 08h30 (antes da Fórmula 1) ou 11h00 (depois da Fórmula 1).
Publicada atualmente pela Editora Globo, Autoesporte também é responsável pela organização e entrega do tradicional prêmio Carro do Ano, iniciado em 1966 no Brasil.

## 40 Anos de Autoesporte
A revista trouxe das pistas de competição a inspiração para a cobertura das atividades da indústria automobilística.

### Anos 1960
O primeiro número de Autoesporte chegou às bancas em novembro de 1964, trazendo na capa uma modelo de capacete e macacão ao lado de uma Berlineta Interlagos que era pilotada por Bird Clemente, piloto oficial da Equipe Willys. A revista, então lançada pela Efecê Editora nasceu com a ideia de oferecer ao leitor a mais ampla cobertura do automobilismo esportivo. O número de estreia trazia a primeira cobertura de um Grande Prêmio de Fórmula 1 coberto por um jornalista brasileiro, Mauro Forjaz, que publicou nele sua matéria sobre o Grande Prêmio dos Estados Unidos de 1964, disputado no circuito de Watkins Glen e vencido pelo britânico Graham Hill.

A capa nº1 (novembro de 1964)

A primeira metade da década viu Autoesporte fazer reportagens sobre o Campeonato Brasileiro de Kart, disputado pela então jovem promessa do automobilismo Emerson Fittipaldi, entrevistas com Enzo Ferrari e com o piloto britânico Stirling Moss.
O fim da década viu a revista começar a se voltar para a indústria automobilística em si, publicando testes com os novos carros nacionais, tabelas de preços, manutenção, segredo de fábricas e reportagens sobre o cotidiano. Em 1969, o Ford Corcel era eleito o primeiro Carro do ano da revista, herdando o prêmio concedido nos anos anteriores pela Mecânica Popular, outra revista da editora.

### Anos 1970
A segunda década de Autoesporte começou com um reportagem, em janeiro de 1970, do mais novo equipamento de segurança criado para os automóveis, o “air bag”, Neste década, além de reportagens sobre segredos de novos protótipos da indústria automobilística nacional, a revista começou a abrir espaço para o turismo e a náutica, diversificando seu editorial com matérias sobre barcos, motores de popa, camping e motocicletas.
Em 1977, um fato pitoresco em uma de suas edições, foi o convite para que o ex-campeão mundial de Fórmula 1 Jackie Stewart, rodasse pela cidade de São Paulo pilotando um "fusquinha" da Telesp, o primeiro automóvel convertido para álcool como combustível.

### Anos 1980
A década de 1980 trouxe muitas novidades lançadas na revista, como o compacto Gol, da Volkswagen, e o Chevrolet Monza, que chegou com status de carro mundial da GM e obrigou os concorrentes a se modernizarem. Seu desempenho e conforto lhe rendeu três títulos de Carro do Ano (1983, 1987 e 1988). Ao lado do Ford Corcel e do Fiat Uno, o Monza é o único tricampeão do prêmio. Em 83, foi a vez de a Ford apresentar seu carro mundial, o Ford Escort. A essa altura, a linha de produção das montadoras passava por uma fase de modernização. Os primeiros frutos deste processo surgiram no ano seguinte, com a chegada ao Brasil do Fiat Uno.

### Anos 1990
Os anos 1990 viram Autoesporte acompanhar a briga das montadoras com os lançamentos sucessivos de carros populares. O novo Gol, o Fusca 1.6 a álcool, relançado no governo Itamar Franco, o Chevrolet Corsa e o Fiat Palio tomaram as páginas da revista. Em 1996, AE acompanhava o novo lançamento de impacto da General Motors, a picape S-10, precursora das picapes médias atuais e da Blazer, o primeiro utilitário esportivo brasileiro.
No ano seguinte, a revista inaugurava seu site na Internet, entrando na era da informação eletrônica e em 1998, após quase 35 anos de história na Efecê Editora, ela foi comprada pela Editora Globo, pela qual passou a ser publicada desde então.

### Anos 2000
Passados dois anos, a revista voltou aos segredos, revelando o projeto Amazon, da Ford, que chegaria ao mercado como EcoSport. Em 2003, o desafio de um carro que rodasse com qualquer mistura de álcool e gasolina tornou-se realidade. A VW saiu na frente da corrida dos carros bicombustível. Porém, não demorou muito para as concorrentes lançarem modelos com a tecnologia. Ao mesmo tempo, AE revelava as primeiras fotos do novo projeto da VW, o Tupi, depois batizado de Fox.
Nestes quase cinquenta anos de publicação contínua, Autoesporte viu passar por sua redação jornalistas como Joelmir Beting, Bob Sharp, Percival de Souza e até o piloto Ingo Hoffmann, titular da coluna "Cockpit" durante os anos 80.

## Seções
Além das matérias especiais que AE traz mensalmente aos seus leitores, existem seções fixas:
Você Diz
Esta seção é o espaço do leitor Autoesporte, no qual ele dá sua opinião (elogios, sugestões e críticas) sobre as matérias da edição anterior, sobre os veículos, os testes, dúvidas e queixas sobre automóveis.
Ignição
As principais novidades do mundo automobilístico mesclando cultura e diversão. Ignição traz curiosidades e comportamento, dentro da temática. Em "Você Pergunta", os leitores tiram suas dúvidas com especialistas. Jorge Meditsch, jornalista da área automobilística e editor executivo da "Época" e "O km", assina coluna.
Área Restrita
Novidades sobre design, lançamento de automóveis e afins - que ainda não foram divulgadas - que o leitor só encontra na Autoesporte.
Primeira Volta - Primeira Grande Volta
Matérias especiais com testes feitos com diversos lançamentos, com informações precisas sobre seu desempenho. Preço, motor, potência, cilindradas. Tudo especificado nesta seção.
Reportagem da Capa
A matéria especial com grande espaço reservado para o assunto da capa.
Comparativo
Como é de costume e tradicional em AE, esta parte traz duelos entre carros de diferentes marcas e modelos, e o leitor escolhe qual vale mais a pena por diversos quesitos.
Como Funciona
Curiosidades técnicas sobre o funcionamento das peças que fazem parte dos veículos.
Mercado
Informações sobre quais automóveis estão em alta e quais as previsões, além de um ranking sobre os mais vendidos no mês e comparativo com o ano anterior.

## Carro do Ano
O Carro do Ano no Brasil é um prêmio da Revista Autoesporte, que premia modelos lançados e importados pela indústria nacional. Existe um prêmio internacional independente que trata da premiação dos modelos comercializados na Europa: carro do ano.
O prêmio para as categorias do Carro do Ano conta com a votação de uma equipe de jornalistas especializados da indústria automobilística, que apontam os automóveis que mais se destacaram em inovação e outras características. A pontuação atribui notas para 5 finalistas em cada uma das categorias, considerando os quesitos: motor, transmissão, comportamento dinâmico, acabamento, design, entre outros. No final, uma média é realizada para eleger o campeão em cada categoria.
O fabricante do veículo premiado tem direito de uso do título de Carro do Ano por um período de 11 meses a partir da eleição.

### Regulamento
Nos anos 2000, o regulamento foi modernizado. Ele segue as últimas tendências das principais premiações internacionais, especialmente no "Car of the Year". A partir de 2008, as categorias mudaram com o fim da divisão entre nacionais e importados, reflexo da nova realidade do mercado automobilístico. O fim desta divisão demonstra a maturidade da indústria brasileira. Hoje, o que conta é o carro e não onde ele foi produzido.
As categorias atualmente são:
- Carro do Ano
- Carro Premium
- Utilitário do Ano
- Utilitário Premium
- Motor do Ano
- Motor Premium

| Ano  | Modelo             | Modelo     |
| ---- | ------------------ | ---------- |
| 1966 | Aero Willys        |            |
| 1967 | Ford Galaxie       |            |
| 1968 | não houve          |            |
| 1969 | Ford Corcel        |            |
| 1970 | Dodge Dart         |            |
| 1971 | VW 1600 TL         |            |
| 1972 | Chevrolet Opala    |            |
| 1973 | Ford Corcel        |            |
| 1974 | Chevrolet Chevette |            |
| 1975 | Volkswagen Passat  |            |
| 1976 | Chevrolet Caravan  |            |
| 1977 | Dodge Polara       |            |
| 1978 | Fiat 147           |            |
| 1979 | Ford Corcel        |            |
| 1980 | Volkswagen Passat  |            |
| 1981 | Chevrolet Chevette |            |
| 1982 | Volkswagen Voyage  |            |
| 1983 | Chevrolet Monza    |            |
| 1984 | Ford Escort        |            |
| 1985 | Fiat Uno           |            |
| 1986 | Fiat Prêmio        |            |
| 1987 | Chevrolet Monza    |            |
| 1988 | Chevrolet Monza    |            |
| 1989 | Volkswagen Santana |            |
| 1990 | Volkswagen Gol     |            |
| 1991 | Chevrolet Kadett   |            |
| 1992 | Fiat Uno           |            |
| 1993 | Chevrolet Omega    |            |
| 1994 | Chevrolet Vectra   |            |
| 1995 | Chevrolet Corsa    |            |
| 1996 | Chevrolet Corsa    |            |
| 1997 | Chevrolet Vectra   |            |
| 1998 | Ford Ka            |            |
| 1999 | Fiat Marea         |            |
| 2000 | Audi A3            |            |
| 2001 | Fiat Palio         |            |
| 2002 | Fiat Stilo         |            |
| 2003 | Fiat Stilo         |            |
| 2004 | Fiat Palio         |            |
| 2005 | Ford Fiesta Sedan  |            |
| 2006 | Fiat Idea          |            |
| 2007 | Honda Civic        |            |
| 2008 | Fiat Punto         |            |
| 2009 | Volkswagen Gol     |            |
| 2010 | Chevrolet Agile    |            |
| 2011 | Fiat Uno           |            |
| 2012 | Fiat Palio         |            |
| 2013 | Hyundai HB20       |            |
| 2014 | Volkswagen Golf    |            |
| 2015 | Ford Ka            |            |
| 2016 | Jeep Renegade      |            |
| 2017 | Honda Civic        |            |
| 2018 | Volkswagen Polo    |            |
| 2019 | Volkswagen Virtus  |            |
| 2020 | Toyota Corolla     |            |
| 2021 | Volkswagen Nivus   |            |
| 2022 | Fiat Pulse         |            |
| 2023 | Honda HR-V         | Honda HR-V |
| 2024 | Renault Kardian    |            |